# Исо-Сюёте
Исо-Сюёте (фин. Iso-Syöte) — горнолыжный курорт в Финляндии в городском муниципалитете Пудасъярви (фин. Pudasjärvi). Вместе с горнолыжным центром Пикку-Сюёте (фин. Pikku-Syöte), находящемся от него в 4 км образует горнолыжный курорт Сюёте (фин. Syöte). Максимальная высота — 432 м над уровнем моря. Граничит с одноименным национальным парком Сюёте.

## Название
Существует несколько теорий происхождения слова Сюёте:
- От финского слова syödä — кушать, есть или syöttää — кормить. На территории Сюёте издавна занимались оленеводством. Один из основных компонентов рациона питания оленей — мох ягель, который в случае глубокого снега и крепкого наста достать было тяжело. На помощь приходил лишайник, растущий на старых еловых деревьях — бриория. Существует предположение, что оленеводы специально срубали обвитые бриорией старые ели, чтобы поддержать оленье стадо в голодные периоды.[2]
- Из языка местных племен саамов, означающее «святое место». Исо-Сюете — наивысшая точка региона Сюёте первой получила своё название в послеледниковый период. Возвышенности всегда были для саамов священными местами. Это подтверждает и название находящейся в муниципалитете Тайвалкоски (фин. Taivalkoski) горы Pyhitys.[3]

Приставка iso означает в финском языке «большой, крупный», pikku — «маленький, меньший»

## Горнолыжный курорт Исо-Сюёте
Горнолыжный курорт Исо-Сюете был образован в 1980 г.
В настоящее время он насчитывает 17 склонов
| Склоны                    | Длина / Высота | Освещение |
| ------------------------- | -------------- | --------- |
| 1 Передний склон          | 1200 / 192     | +         |
| 2 Передний склон          | 1200 / 192     | +         |
| 3 Боковой склон           | 700 / 192      | -         |
| 4 Боковой склон           | 700 / 192      | -         |
| 5 Задний склон            | 800 / 190      | -         |
| 6 Задний склон            | 800 / 190      | +         |
| 7 Задний склон            | 800 / 192      | +         |
| 8 Могульный склон         | 900 / 190      | -         |
| 9 Семейный склон          | 400 / 70       | +         |
| 10 Семейный склон         | 400 / 70       | -         |
| 11 Iso-Syöte Snow Park    | 800 / 150      | +         |
| 12 Переходный путь        | 1200 / 192     | +         |
| 13 Jib Park               | 450 / 50       | -         |
| 14 Snowtubing             |                | -         |
| 15 Freeride               | 400 / 140      | -         |
| 16 Детская снежная страна |                | +         |
| 17 Приключенческий склон  |                | +         |

## Развлечения
Как и многие другие горнолыжный курорты Финляндии Исо-Сюете предлагает целый спектр активных программ: катание на снегоходах, собачьих и оленьих упряжках, многочисленные экскурсии, небольшой бассейн, каток, скалолазный стенд, обсерватория. Особого внимания заслуживает хаски-ферма и 2 оленьих фермы на территории курорта, а также визит-центр национального парка 

Летом — пешеходные маршруты, природные тропы национального парка, лодки, сплавы на каное, велосипеды, диск-гольф, скейт-парк

## Размещение
Горнолыжный курорт предлагает многочисленные варианты размещения: 2 отеля, коттеджи из сухостойной сосны, современные апартаменты. Особого внимания заслуживает уникальный свит «Орлиное гнездо» отеля Исо-Сюете. Он попал на четвёртое место в список самых романтичных отелей мира по версии британской газеты The Telegraph. Это уже не первое международное признание отеля. В ноябре 2013 он стал победителем в номинации Finland’s Best Ski Boutique Hotel по версии World Ski Awards 2013.